# 草本植物

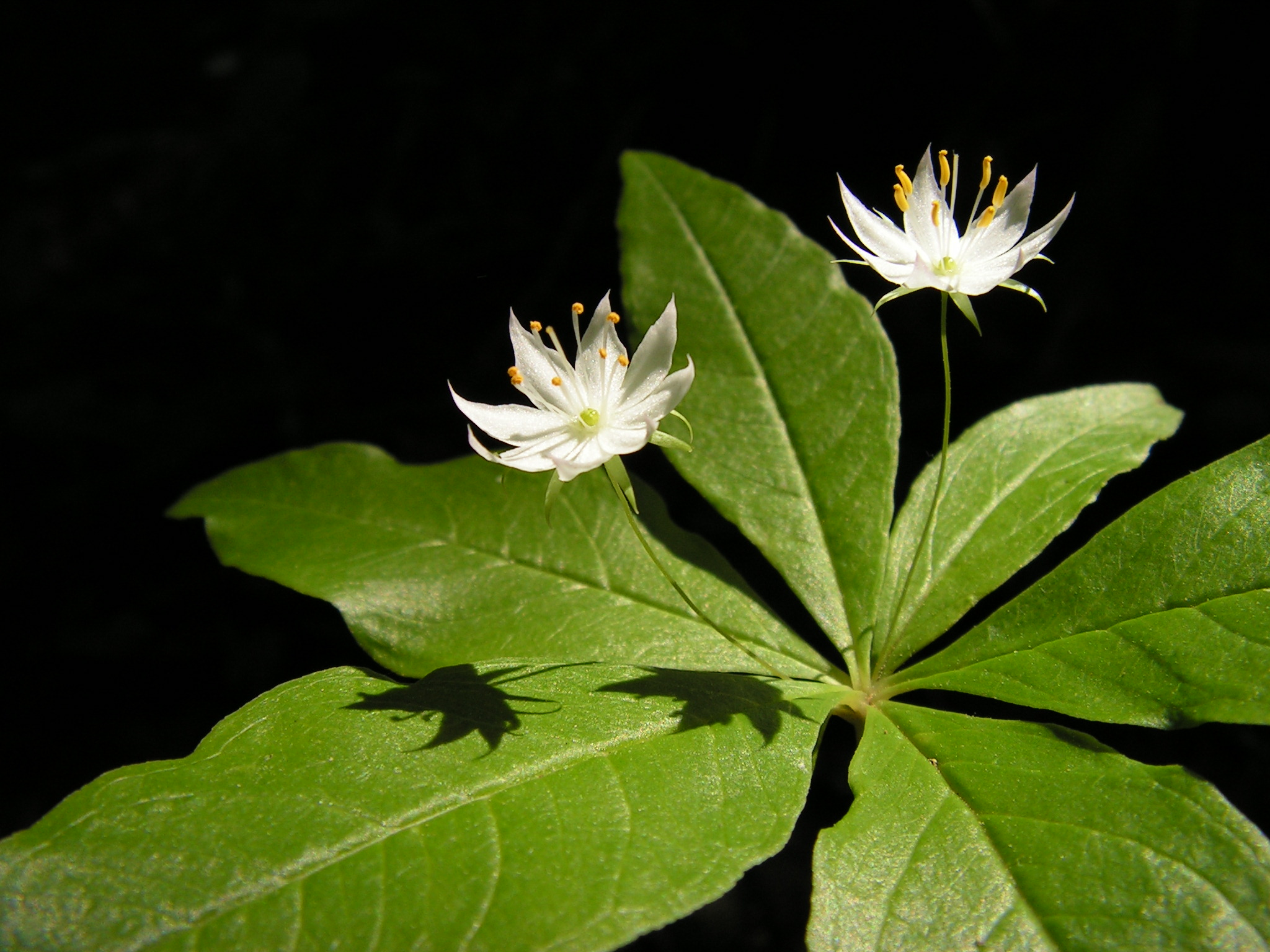
多年生草本のツマトリソウ属の一種 (Trientalis borealis)

草本植物（そうほんしょくぶつ、herbaceous plant, herb）は、地上部の生存期間が短く、ふつう一年以内に開花・結実して枯死し、二次組織は木化せず肥大成長しない植物である。草本植物では、木本植物とは異なり、枯れた後に地上部に木質化した茎（幹）が残らず、一般的に木本植物に比べて丈が低く、茎が木質化しないため緑色で柔らかい。ただし、実際には木本と草本を明確に区別することは難しいこともある。

## 概要
草本植物は木質でない維管束植物であり、シダ植物や被子植物の一部が含まれる。
草本植物の習性は、大きく一年生、二年生、多年生に分類される。一年生植物は、地下部を含めた植物全体が、発芽後1年以内に開花・結実し、枯死する。二年生草本は、秋または春に発芽し、1年目の夏にはもっぱら栄養期間の成長を行い、2年目に開花・結実する。これに対して、少なくとも地下部が2年以上生存するものを多年生植物という。多年生植物や二年生植物で生存する地下部には根の他にも、根茎や塊茎などの地下茎や、葉を含むシュートである鱗茎がある。
二年生植物の例としてはニンジンやハマハタザオ、ヒメジョオンなどがある。多年生植物にはイネ科植物やシダ植物のほとんどが該当し、ジャガイモ、ボタン、ギボウシといった植物が挙げられる。
一方、木本植物も形態によって高木、低木（潅木）、亜潅木、つる植物などに分類される。またバナナなど、草本植物でありながら木本植物に劣らない高さになるものもある。多年生草本の中には、根の二次木部の年輪から年齢を算出できるものがある。
成長の早い草本植物、特に一年生植物の中には、先駆種として遷移が進んでいない土地にいち早く進出するものがある。一方で、高原、塩性湿地、砂漠といった遷移の中間でない開けた空間や、木本に囲まれた林床に生育するものもある。池や湖といった水中環境では草本が優占し、地上でもプレーリーやステップ、サバンナなどを形成する。
維管束植物は二次細胞壁にリグニンという複雑なフェノール高分子を蓄積するが、草本植物ではそれが地下部にとどまる。木本ではリグニンによって、二次細胞壁の機械的強度、剛性、防水性が向上しており、大型化した地上部を支持し、長距離にわたって水を運ぶことができるが、それに資源と時間を投資することになるため、発芽から開花・結実までの期間が長くなってしまう。